# 1270
El 1270 (MCCLXX) fou un any comú començat en dimecres del calendari julià.

## Esdeveniments
- 22 de novembre: una de les pitjors tempestes mai vistes a l'oest de Sicília destrueix la flota de Carles I d'Anjou, ancorada al port de Trapani, així com un gran nombre de soldats i provisions que encara es troben a les naus.[1]
- Traducció del Panchatantra, conjunt de faules en sànscrit, al llatí per Joan de Càpua.[2]

## Naixements
- Cino da Pistoia, escriptor i polític toscà

## Necrològiques
- 23 de febrer, Abadia de Longchamp: Elisabet de França i Castella, beata fundadora del monestir de les clarisses de Longchamp.[3]